# 貴飯峠
貴飯峠（きばだお、きばとうげ）は、山口県下関市にある峠。

## 概要
分水界であり、峠の北は川棚川の水系で響灘（日本海）に至り、峠の南は木屋川の水系（貴飯川、田部川を経て木屋川）で瀬戸内海に至る。

## 通過する交通路
この峠を越える道路は国道491号であるが、1車線で急カーブもあり、道幅が狭隘である。最高点の標高は約250メートル。